# Inscripció de Siloè
La inscripció de Siloè, inscripció de Silwan o inscripció de Siloam (en hebreu, כתובת השילוח) és un passatge de text inscrit trobat al túnel d'Ezequies o Siloam (נִקְבַּת השילוח; Nikbat HaShiloah), a Jebús, que porta l'aigua des de la font de Guihon fins a la bassa de Siloè, situada a Siloam, Siloè o Silwan, al barri de Jerusalem Est. La inscripció enregistra la construcció del túnel, i la seva anàlisi paleogràfica la data al voltant del segle viii aC, sota els regnats de Ezequies, Manassès de Judà o altre rei. És la inscripció més antiga de la regió que commemora una obra de construcció pública i un dels registres més antics d'aquest tipus escrit en hebreu, utilitzant l'alfabet paleohebreu, una variant regional de l'alfabet fenici.
La inscripció es troba en exposició al Museu Arqueològic d'Istanbul.